# Пандекти Никона Чорногорця
«Панде́кти» (від грец. πανδέκτης — «всеосяжний», «всеоб'ємний») — компілятивний твір, збірка правил чернечого життя, складений в період 1059—1067 років, маючи за взірець «Пандекти» Антіоха, монахом Никоном Чорногорцем, що мешкав поблизу Антиохії.

## Зміст
Містить виписки з творів святих отців, соборних постанов та інших християнських пам'яток.
Розділений на 63 розділи. Повна назва книги: грец. Ἑρμηνεία τῶν ἐντολῶν τοῦ Κυρίου — «Витлумачення заповідей Господніх»; у рукописах існує інша назва: грец. Πανδέκτης τῶν ἑρμηνειῶν τῶν θείων ἐντολῶν τοῦ Κυρίου — «Пандект тлумачень божественних заповідей Господніх», від чого і походить українська назва книги. Сам Никон характеризував свою працю як «велику книгу» — грец. Μέγα Βιβλίον, «всеосяжну і велику книгу» — грец. Παγκόσμιον καὶ Μέγα Βιβλίον.